# LMFAO
LMFAO (acrònim de Laughing My Freaking Ass Off) és un duo d'electropop format per Skyler Gordy i Redfoo.
El grup va ser format a Los Angeles, Estats Units el 2006 per RedFoo (Stefan Kendal Gordy, nascut el 3 de setembre de 1975) i SkyBlu (Skyler Austen Gordy, nascut el 23 d'agost de 1986). Segons declaracions dels membres del grup, el nom de LMFAO significa Laughing My Freaking Ass Off, si bé s'havia especulat bastant sobre aquest acrònim, amb hipòtesis malsonants o molt diferents al sentit final, com ara «Loving my friends and others».
El seu primer senzill titulat I'm in Miami Bitch va ser llançat el desembre de 2008 i va arribar al número 51 a la llista de Hot 100. LMFAO és famós pel seu estil de barrejar Hip-Hop, Dance i unes lletres informals que parlen de festes i alcohol amb un toc humorístic. El grup també s'ha fet famós per adjudicar-se sense mèrits reals, un estil de ball popular a Austràlia i bona part d'Europa anomenat Melbourne Shuffle, Shuffle Dance, Shuffle o també dit segons ells; Shuffling.
LMFAO ha cantat al costat de famosos com Pitbull, Justin Bieber, Far East Movement, Snoop Dogg, Lauren Bennett, GoonRock (David Jamahl Listenbee) o Natalia Kills.
El febrer de 2012 el grup va aparèixer amb la cantant Madonna a la mitja part de la Super Bowl. En l'actuació van cantar "Music", de Madonna, que contenia un mash-up amb «Party Rock Anthem» i «Sexy and I Know It», probablement els dos senzills més populars del dúo.
El setembre del mateix 2012, RedFoo i SkyBlu van anunciar una dissolució temporal del grup per poder explorar les seves carreres en solitari.